# Porzana monasa
Porzana monasa foi uma espécie de ave incapaz de voar da família dos ralídeos. Era endêmica da ilha Kosrae e, talvez, da ilha Pohnpei, ambas pertencentes às Ilhas Carolinas. Tornou-se extinta em meados do século XIX.